# Anna Cristina Serra
Anna Cristina Serra (Cagliari, 4 luglio 1960) è una poetessa e drammaturga italiana.

## Biografia
Originaria di San Basilio, è cresciuta lì ma vive a Cagliari con i due figli, Silvia e Francesco.
Ha cominciato a scrivere, quasi per gioco, nel 1992, per un premio allestito a casa sua, ma in seguito ha partecipato a tutti i maggiori premi dell'Isola.
Ha pubblicato, con la casa editrice Tema, la raccolta “Su Fragu ’e su entu” vincitrice del Premio Mialinu Pira del 1996. Con le “Edizioni Frorias” nel 2003 la raccolta di poesie “Follas” (dedicata al maestro Benvenuto Lobina), con la E.de.s., nel 2010, a cura di Nicola Tanda, “Luna Cantadora”, poesie inedite, e con la Soter, "Lentores" (sottotitolo"Drosies, Rugiade") con traduzioni in greco e italiano. Il suo nome è presente in molte antologie di poeti e scrittori sardi, come ad esempio quelle della “Lingua Madre Sarda”, “Bentu de Terra Manna”, o “Un‘Odissea de rimas nobas”.
Alcuni suoi scritti sono stati suonati e cantati da Ambra Pintore, Franco Madau e Pino Martini.
È stata membro di molte giurie di concorsi letterari, tra i quali il “Premio Fiscali”, il “Premio Internazionale di Milano”, “Premio Città di Tempio”, il "Premio Ozieri" e altri ancora.
Ha tradotto in sardo “Una Donna” di Sibilla Aleramo.
Ha scritto due testi teatrali, “Alientu" nel 2004 e "Lionora, una visioni" nel 2007” messi in scena dalla Compagnia Teatrale “Fueddu e Gestu” di Villasor. Sempre in ambito teatrale, ha lavorato insieme a Maria Lai per allestire una rappresentazione di Miele Amaro di Sarvadore Cambosu.
Un'altra sua opera, questa volta in veste di studiosa, è “Bellebbatu” una ricerca sul lessico locale del paese di San Basilio, pubblicata dalla casa editrice Domus de Janas.
Per anni è stata presidentessa dell'Associazione Culturale "Galania" e ha collaborato all'allestimento di eventi, conferenze, convegni, mostre e presentazioni di libri con esponenti noti dell'arte e della cultura sarda.
Nel 2015 ha rappresentato la Sardegna nel festival della poesia “StAnza – Scotland’s international poetry” della città di St. Andrews, in Scozia, uno dei maggiori festivals di questo tipo inEuropa e nel mondo.
- Premio "Ozieri" nel 1993 e nel 1998
- Premio "Mialinu Pira" nel 1996
- Premio "Sant'Antoni de su 'ou" di Mamoiada nel 1993, 1994, 1995
- Premio Internazionale di Milano nel 1997, 2004, 2008
- Premio “Remundu Piras” nel 2008
- Premio “Peppino Mereu” nel 2009
- Premio "Città di Sassari" nel 2010.
- Premio “La terzina” (per la prosa) nel 1998.
- 10º Premio internazionale di poesia in lingua sarda, conferito nel 2024 dal Centro sociale culturale sardo di Milano per "Crepiteddas" e dedicato alla memoria di Paolo Pillonca.[10]

## Opere pubblicate
- (SC) Anna Cristina Serra, Su fragu 'e su entu, Tema, 1996.
- (SC) Anna Cristina Serra, Follas, Casteddu, Edizioni Frorias, 2003.
- (SC, IT) Anna Cristina Serra, Bellebbatu - La parlata di San Basilio, Domus de Janas, 2009, ISBN 978-88-88569-87-1, OCLC 731501700.
- (SC) Anna Cristina Serra, Luna Cantadora, a cura di Nicola Tanda, collana La Biblioteca di Babele, E.de.s., 2010.
- (SC, EL, IT) Anna Cristina Serra, Lentores = Drosies = Rugiade, Soter, 20 austu 2019, ISBN 978-88-97943-90-7, OCLC 1137754087.
- (SC) Anna Cristina Serra, Alientu, 2004. (sceneggiatura per il teatro)
- (SC) Anna Cristina Serra, Lionora, una visioni, 2007. (sceneggiatura per il teatro)